# Viaggio Botanico all'Alpi Giulie
Viaggio Botanico all'Alpi Giulie (abreviado Viaggio Bot. Alp. Giulie) es un libro con ilustraciones y descripciones botánicas que fue escrito por el  botánico italiano; Giovanni Mazzucato y publicado en el año 1811.